# John Shurna
John William Shurna (Glen Ellyn, Illinois; 30 de abril de 1990) es un jugador de baloncesto estadounidense con pasaporte lituano que pertenece a la plantilla del Hiopos Lleida de la Liga Endesa.

## Universidad
Shurna jugó en Northerstern, donde jugó 4 temporadas en la NCAA. Freshman, Sophmore, Júnior y Sénior. A los 19 años se fue a Auckland para jugar el campeonato Sub-19 de la FIBA, donde obtuvo la medalla de oro. Luego volvió a Northwestern para jugar la temporada, donde acabó jugando todos los partidos de la temporada.

## Carrera profesional
John Shurna se postuló para el Draft del 2012. Pero no fue seleccionado por ningún equipo. Atlanta Hawks lo metió al equipo de la Liga de Verano del 2012, pero no se quedó. Luego lo contrataron los New York Knicks pero lo cortaron cuando finalizó la pretemporada. John Shurna se marchó al Strasbourg IG de la LNB. Fue asignado a la plantilla del Strasbourg IG por el lesionado Nicolas de Jong. 
En la temporada 2013-14 llegó a la Liga ACB, fichando por el Joventut de Badalona. Al año siguiente, abandona España para recalar en las filas del Darussafaka Dogus turco. En la temporada 2015-16, vuelve a España, de la mano del Valencia Basket, completando una gran temporada. Tras una temporada en la competición adriática en las filas del KK Cedevita, regresa a España para jugar en el Morabanc Andorra, disputando Eurocup y Liga Endesa.
Tras dos temporadas en el club andorrano, en julio de 2019 fichó por el Herbalife Gran Canaria.
El 24 de julio de 2025, fichó por el Hiopos Lleida de la Liga Endesa.

## Vida personal
Shurna nació en Glen Ellyn, Illinois, de Tony y Shurna Suzy. En Northwestern University, tenía una doble licenciatura en sociología y el aprendizaje, y el cambio organizacional.